# Băieși

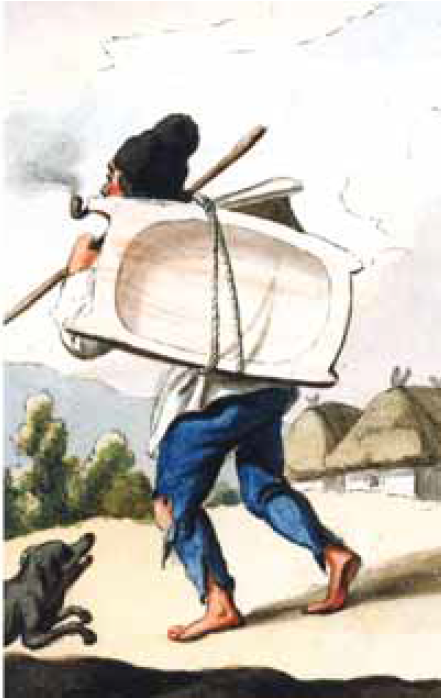
Băieș cu albii. Calcografie în culori a pictorului sibian Franz Neuhauser (1807)

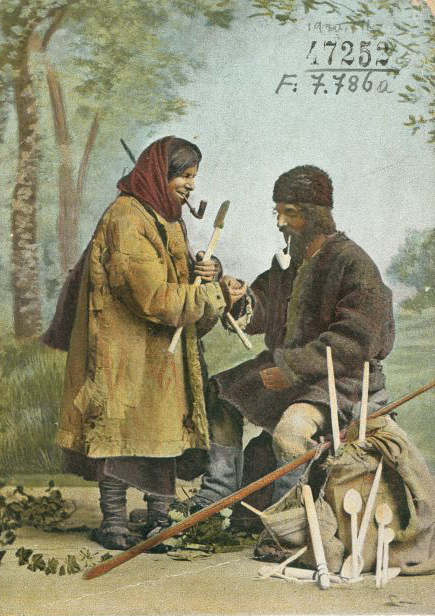
Băieși lingurari. Carte poștală din 1910

Băieșii constituie o ramură a romilor răspândită în mai multe țări din Europa Centrală și de Sud-Est. În funcție de regiunea în care trăiesc, se denumesc pe ei înșiși și/sau sunt denumiți și cu alte etnonime, dintre care cel mai răspândit este cel de rudari.
Băieșii se caracterizează în principal prin faptul că limba lor maternă este româna în toate țările în care trăiesc, și că ocupația lor tradițională este confecționarea de obiecte din lemn mai ales pentru gospodăria rurală. Este vorba de o așa-numită „minoritate discretă”, adică o etnie ce nu a devenit națiune, nu este în general recunoscută oficial, nu are deloc sau aproape deloc elită intelectuală, nu este deloc sau este slab reprezentată oficial de persoane din rândul ei și, prin urmare, nu este prezentă deloc sau aproape deloc în viața publică.
Acest grup etnic a început să facă obiectul unor cercetări antropologice, etnografice și lingvistice aprofundate numai în anii 1990, și cunoștințele despre el sunt încă lacunare. Începând cu această perioadă, se constată în rândul băieșilor un proces de afirmare a identității etnice, în grade diferite de la o regiune la alta, care se manifestă mai ales prin organizații civice și preocupări de a-și promova cultura și în formă scrisă.

## Menționări ale băieșilor și cercetările despre ei
Sursele documentare vechi despre băieși sunt rare. Prima oară sunt menționați într-un document românesc, hrisovul domnitorului Țării Românești, Gavril Movilă, din 20 septembrie 1620, către mănăstirea Cozia, dar din care reiese că ei erau prezenți în această țară mai dinainte.
Italianul Luigi Ferdinando Marsili întâlnește spre sfârșitul secolului al XVII-lea, în Transilvania, țigani care se ocupă cu culegerea metalului prețios din nisipul aurifer al râurilor, vorbitori de română și de religie ortodoxă, despre care scrie că sunt bogați și curați. Era o ocupație veche a băieșilor, pe care au abandonat-o după un timp.
Dimitrie Cantemir scrie la rândul său, în Descriptio Moldaviae (1714), despre țigani aurari.
Nume de familie ce reflectă prelucrarea lemnului și aurăritul practicate de romi apar în documente din Transilvania din prima jumătate a secolului al XVIII-lea: în 1735 cel al unei femei pe nume Kalános („lingurar” în maghiară) condamnată pentru vrăjitorie; în 1737, nume cu același sens pe o listă de aurari a autorităților; în 1744, numele Bojásul (prima atestare cunoscută a cuvântului „băiaș”); în listele din 1746, 1749 și 1752, același nume și în alte variante, precum și cel de Linguraru.
O serie de articole ale preotului luteran Samuel Augustini Ab Hortis din 1775-1776 tratează și despre romi lingurari care se ocupă cu aurăritul în timpul verii.
În 1778, un călător german, Friedrich Wilhelm von Bauer, îi amintește ca un subgrup al romilor pe rudarii din Țara Românească, care se ocupă cu colectarea aurului și cu dulgheria.
În 1788, Stephan Ignaz Raicevich, aflat în slujba curții imperiale austriece, îi semnalează într-o carte în limba italiană pe lingurarii din Țara Românească și din Moldova.

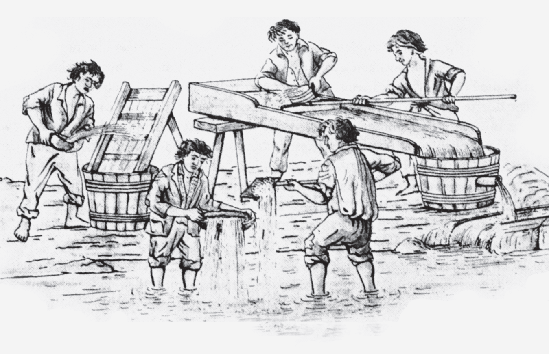
Aurari la lucru. Desen de pe la 1850

Un autor sârb, Spiridon Jović, într-o carte apărută în 1835, relatează despre țiganii care trăiau în regiunea graniței militare din Slavonia a Imperiului Austriac, și dintre care o parte făceau obiecte din lemn, mai ales albii.
Termenul „băiaș” tradus printre altele cu Löffelzigeuner „țigan lingurar”, apare și în 1836, într-o lucrare a preotului luteran Andreas Clemens din Sibiu.
Într-o lucrare în limba franceză din 1837, Mihail Kogălniceanu menționează ca două subgrupuri ale țiganilor domnești rudarii sau aurarii și lingurarii, pe aceștia din urmă calificându-i drept „cei mai civilizați”.
Primul autor croat care menționează prezența unor băieși în Slavonia este învățătorul Ferdo Hefele, într-un articol din revista Vienac din Zagreb, în 1890.
Un călător german, Heinrich Renner, pomenește despre caravlahii (unul din etnonimele băieșilor) din Bosnia, în cartea sa din 1897.
Cele dintâi cercetări propriu-zise despre băieși apar la începutul secolului al XX-lea și continuă doar sporadic până în anii 1990. S-au ocupat de această temă Teodor Filipescu (1906), Isidor Ieșan (1906), Gustav Weigand (1908), Tihomir R. Đorđević (1911), Constantin S. Nicolăescu-Plopșor (1922), Martin Block (1936), Emil Petrovici (1938), Ion Chelcea (1944), M. R. Barjaktarović (1964), Ion Calotă (1974) etc.
Cercetările antropologice, etnografice, etnosociologice și lingvistice se intensifică după 1990 (vezi secțiunea Bibliografie), odată cu sporirea interesului pentru minorități în general, dar chestiunile legate de băieși sunt numai parțial lămurite.

## Istoria băieșilor
Din cauza insuficienței surselor, despre istoria băieșilor există mai mult ipoteze decât certitudini.
În ceea ce privește originea lor, primii autori care s-au ocupat de ei i-au considerat români. Chelcea (1944) a văzut în ei un popor de origine necunoscută, nici romă, nici română. Originea romă a fost de asemenea contestată de Block (1936). Lucian Cherata a avansat ipoteza că aurarii (rudarii) de astăzi sunt urmașii acelor coloniști și sclavi vorbitori de latină vulgară care practicau mineritul, aduși în Dacia de către romani. Un alt autor actual care contestă originea romă a băieșilor este Marcel Courthiade, după care aceștia ar fi autohtoni din sudul Dunării romanizați, ce ar fi migrat și în nordul Dunării. Însă majoritatea cercetătorilor, de la Đorđević (1911), Petrovici (1938) și Barjaktarović (1964), până la cei actuali optează pentru originea romă.
Băieșii ar fi devenit o ramură aparte a romilor în zona Munților Apuseni, unde ar fi lucrat ca robi la exploatarea aurului împreună cu minerii români, până la sfârșitul secolului al XVI-lea. Etnonimul „băieș/băiaș”, derivat de la „baie”, din maghiarul bánya „mină”, este numele dat minerilor în general în Transilvania acelei epoci. Etnonimul „rudari” se referă tot la această îndeletnicire, fiind un derivat al termenului slav ruda „minereu”. După o perioadă de bilingvism, ei ar fi abandonat limba romani și adoptat limba română. Pe baza unor trăsături ale graiurilor lor din afara României, zona lor de origine mai exactă ar fi sud-estul Crișanei, extremitatea nord-estică a Banatului și extremitatea sud-vestică a Crișanei.
Băieșii au început să migreze în mai multe direcții: spre sud-vest în partea de sud a Ungariei, nordul Serbiei și nordul Croației de astăzi; spre sud în Țara Românească și Bulgaria; spre est în Moldova. Această migrație ar fi pornit la sfârșitul secolului al XVI-lea. Și-au continuat ocupația legată de aur, la care au adăugat ulterior prelucrarea lemnului în ustensile de gospodărie. O parte din cei care au trecut în sudul Dunării ar fi revenit în Țara Românească, aducând cu ei obiceul gurbanului (vezi mai jos secțiunea Obiceiuri, folclor, religie), împrumutată de la populațiile din Bulgaria, precum și unele cuvinte bulgărești care în Oltenia se păstrează numai în vorbirea lor.
În Țara Românească și în Moldova, rudarii au avut statutul de robi, ca și romii în general, până la eliberarea lor completă în 1855 (Moldova) și în 1856 (Țara Românească).
După dezrobirea romilor a pornit un nou val de migrare, mai însemnat, băieșii răspândindu-se în toată Europa de Sud-Est și Centrală.
În Bulgaria s-au așezat mai ales după dezrobire.
În arhive din Serbia se găseau la începutul secolului al XX-lea documente din prima jumătate a secolului al XIX-lea ce atestau intrarea în țară a unor grupuri de rudari care fugeau din robie. În Serbia de vest, Emil Petrovici a găsit în 1938 „țigani românizați” pe care i-a identificat după grai ca veniți din Muntenia. Înainte de a ajunge aici, ar fi stat o vreme în Banat, după cum reiese din unele trăsături fonetice ale graiurilor lor.
Pe teritoriul actual al Ungariei, majoritatea băieșilor s-a așezat între 1893 și 1918, dar imigrarea lor a continuat și între cele două războaie mondiale, ba chiar și în primii ani de după al Doilea Război Mondial. Majoritatea trăiește în sud-vestul țării, dar este un grup mai mic și pe Tisa.
În regiunea vecină cu Ungaria din nordul actualei Croații au imigrat băieși începând de pe la mijlocul secolului al XIX-lea.
În număr mic, băieși imigrați cu același val ca în Ungaria și în Croația sunt prezenți și în Slovenia și în Slovacia.
Tot în număr mic au ajuns în secolul al XIX-lea băieși și mai la sud în Peninsula Balcanică, în Macedonia de Nord actuală și Grecia, precum și în Basarabia și în Ucraina. Au ajuns chiar în Statele Unite ale Americii, la sfârșitul secolului al XIX-lea și începutul celui de-al XX-lea, cu denumirea de Ludar, și în Columbia. Începând cu anii 1960 au mers și la muncă din fosta Iugoslavie în Germania, Austria, Franța, Spania, Portugalia, Italia și Cipru.
În timpul celui de-al Doilea Război Mondial, și băieșii au suferit persecuțiile la care au fost supuși romii în general. Sunt documentate execuții în masă săvârșite de ocupanții germani în Serbia, precum și de autoritățile Statului Independent Croația. În Serbia, unii cercetători au consemnat relatări conform cărora unii băieși deținuți în lagăre din Belgrad au scăpat cu viață fiind sfătuiți de deținuții evrei să se declare români, sau, în sate, datorită unor sârbi care au garantat că băieșii nu sunt țigani, ci români.

## Numărul băieșilor
Despre numărul băieșilor nu există date precise, în primul rând pentru că oficial sunt în general incluși în grupul romilor.
Singura țară în care se poate declara etnia băiașă la recensămintele populației este Serbia. Pentru prima oară, aceasta s-a întâmplat la cel din 2011. Atunci s-au declarat băieși 80 de persoane, dar este imposibil ca acest număr să reflecte realitatea. Băieși s-ar mai putea găsi în diferența de 7.765 dintre numărul celor care declară limba vlahă ca limbă maternă (43.095) și numărul celor care se declară de etnie vlahă (35.330), sau în diferența de 46.936 dintre cei care se declară romi (147.604) și cei care indică limba romani ca limbă maternă (100.668). În orice caz, în țară sunt multe localități unde trăiesc băieși, în partea sa de est fiind și sate cu populație majoritar rudărească.
Termenul beás ca etnonim și ca nume de limbă este folosit și în datele recensământului din Ungaria (2011), dar numai în paranteză împreună cu romani pe lângă termenul cigány. Conform acestor date, în Ungaria trăiesc 308.957 țigani (romani și băieși), dintre care 54.339 au ca limbă maternă limba romani sau limba băieșească și 61.143 folosesc una din aceste limbi în familie și în cercul lor de prieteni.
În alte țări, băieșii nu apar în documente oficiale, nefiind recunoscuți în afara grupului romilor. Și în acestea numărul lor ar putea fi, cel puțin în parte, printre diferențele ce apar în rezultatele recensămintelor. Astfel, în Bulgaria, în 2011, dintre cei care se declară romi (320.761), 1.837 declară româna ca limbă maternă, dar conform unor estimări ar fi în număr de câteva zeci de mii, existând sate cu populație majoritar rudărească.
În Croația au fost înregistrați în 2011 16.975 de romi, dintre care numai 14.369 declară limba romani ca limbă maternă. Pe de altă parte, 955 de persoane declară ca limbă maternă româna, dar numai 435 se declară români. Numărul lor ar fi de fapt aici între 10 și 20 de mii.
În Slovacia, numărul băieșilor este estimat la câteva sute.
În România apar la recensământul din 2011 621.573 de romi, dintre care 342.674 declară româna ca limbă maternă.

## Etnonime
Băieșii au numeroase etnonime, nu toate fiind folosite de ei înșiși. Sunt și unele care sunt endonime în unele comunități de băieși și exonime în altele.
În România sunt cunoscuți cu denumirea de băieși sau băiași în Ardeal, băniași în Banat, cea de rudari este specifică Olteniei și Munteniei, iar în Moldova se numesc aurari sau lingurari. În Oltenia se mai numesc și albieri, rotari și corfari (de la „corfă”, cuvânt regional pentru „coș”).
În Bulgaria sunt numiți mai ales rudari, uneori cu varianta ludari, dar și lingurari, kopanari (de la kopanka „covată”), vretenari (de la vreteno „fus”), aurari sau baeši.
În Serbia, acest grup etnic este cunoscut sub denumirea de banjaši, lingurari, kašikari (de la kašika „lingură”) koritari (de la korita „albie”) sau rudari. Tot în Serbia se mai folosește și termenul karavlasi (singular karavlah, cuvânt turcesc însemnând „valah negru”). Această din urmă denumire este generală în Bosnia și Herțegovina.
În maghiară, denumirea lor este beások (singular beás), iar în Croația bajaši și ludari, cele două etnonime reprezentând grupuri diferite prin grai.
În Slovacia sunt denumiți bajáši, bjaši sau korytári (de la koryto „albie”).
În mediul academic mai vechi s-au folosit de asemenea mai multe etnonime. Emil Petrovici (1938) vorbea despre „țigani românizați”. La cercetătorii sârbi se găsesc termeni ca posavski Rumuni „români din Posavina”, vlaški Romi „romi valahi”, rumunski Romi „romi români”, vlaški Cigani „țigani valahi”, Cigani vlaškog jezika „țigani de limbă română”, Cigani Rumuni „țigani români”, rumunski Cigani „țigani români”, Cigani Karavlasi „țigani caravlahi”. În Slovacia s-a vorbit despre „țigani vorbitori de română” sau „albieri români”.
În rândul cercetătorilor este o oarecare ezitare în privința alegerii unui etnonim general, dar există preocuparea de a găsi unul cât mai potrivit. Cei români folosesc termenul „rudari” pentru cei din România și Bulgaria, iar cei bulgari operează cu aceeași denumire. Saramandu (1997) folosește sintagma „țigani de limbă românească”. În literatura de specialitate sârbă se caută generalizarea termenului banjaši. Corespunzător cu acesta, mai mulți cercetători optează în română pentru termenul general „băieși”. Lui banjaši și lui „băieși” le corespund exact etnonimele bajaši, beások și bajáši, folosite în literatura de specialitate croată, maghiară, respectiv slovacă. În limba engleză se găsesc Boyash, Bayash, Banyash, Bunyash sau Beash, termeni preluați ca atare și în lucrări în limba franceză. În acestea se mai găsesc și variante ca Béaches sau Bayaches. Toate aceste variante provenind din termenul românesc băieși sunt folosite ca etnonim general în mediul academic, chiar dacă nu este endonim pentru toți membrii acestei etnii.

## Mod de viață
După ce au abandonat activitatea de colectare a aurului, băieșii s-au ocupat cu producerea ustensilelor de lemn de tot felul: căruțe, roți, piese pentru războaiele de țesut, albii, donițe, străchini, linguri, fuse, mosoare etc. Conform tuturor cercetătorilor, aceasta a fost ocupația principală atât a celor rămași pe teritoriul României actuale, cât și a celor din țările în care au emigrat. Până la al Doilea Război Mondial au trăit în general în bordeie sau colibe, în păduri sau la marginea unor păduri de unde procurau lemnul și unde îl prelucrau, în apropierea satelor. Duceau o viață de nomadism redus, în sensul că erau stabiliți pe teritoriul câte unui sat și se deplasau în localitățile din apropiere pentru a-și valorifica produsele prin vânzare sau troc. Ocupația lor tradițională este reflectată și de unele etnonime din cele înșirate mai sus, precum și de unele nume de familie. Astfel, în Ungaria se întâlnesc nume ca Lingurár, Kanalas („lingurar”), Kalányos („lingurar”), Orsós („fusar”).
După război, modul lor de viață s-a schimbat mai mult sau mai puțin, în funcție de împrejurări. În general s-au mutat în sate, în cartiere aparte. În Oltenia, un asemenea cartier se numește rudărie.
Meseria lor tradițională a început să se piardă din diverse motive. În România au fost parțial încadrați în locuri de muncă salariată, parțial și-au continuat meseria. În Bulgaria, o parte din ei au fost mutați în satele părăsite de turcii care emigraseră, au primit pământ, au devenit agricultori, apoi, după colectivizare, s-au orientat spre industrie, dovedind în general în această țară „adaptabilitate la contexte economice diferite”. În Ungaria au devenit de asemenea muncitori agricoli sau industriali necalificați. În Serbia, pe lângă astfel de fenomene sociale, a existat și există cel al plecării la muncă în străinătate.
Alt motiv al pierderii ocupației tradiționale a băieșilor a fost scăderea cererii pentru produsele lor, înlocuite de obiecte din plastic sau din lemn produse industrial.
Cultura scrisă și școala nu fac parte din trandițiile romilor, și nici băieșii nu fac excepție. De exemplu, în Ungaria, înainte de 1945 numai jumătate din copiii romi frecventau școala timp de câțiva ani. E drept că în a doua jumătate a anilor 1990, tinerii romi între 15 și 19 ani terminau școala gimnazială aproape în aceeași proporție ca ceilalți, dar numărul lor rămâne foarte scăzut în ciclurile superioare.
În urma transformărilor economice de după schimbările de regim politic din anii 1990, băieșii au fost printre cei mai afectați de șomaj, din cauza nivelului lor scăzut de școlarizare și calificare. Pentru cei care ar vrea să trăiască din meseria tradițională, practicarea acesteia este împiedicată și de dificultatea cu care ajung să procure lemn, neavând păduri în proprietate și nici mijloace de a cumpăra lemn. În România se întâlnesc rudari care lucrează în domeniul lemnului, dar la exploatarea mai mult ilegală și transportul acestuia. Unii au căruțe, cal (cai) și eventual ferăstrău cu lanț. Aceștia exploatează și scot lemnul din pădure. Câțiva mai bogați au camion cu care îl transportă la câmpie, iar alții, care nu au nici căruțe, lucrează cu brațele pentru ceilalți. În alte locuri lucrează ocazional la agricultori. În diferite țări, băieșii fără loc de muncă trăiesc într-o sărăcie extremă.
Totuși, ocupația tradițională nu a dispărut cu totul. În Oltenia, o cercetătoare a găsit în 2007 câțiva producători de linguri și fuse. S-a consemnat și în Ardeal confecționarea de linguri, coșuri și mături. În Bulgaria de asemenea, un cercetător a întâlnit femei bătrâne care făceau fuse. În Serbia, în anul 2005, din satele Orašje și Plažane (districtul Pomoravlje) erau mulți plecați la muncă în străinătate, dar cei rămași acasă produceau încă fuse și linguri de lemn, iar condițiile lor de trai erau relativ bune. În Ungaria sunt băieși tiseni (de la Tisa) care s-au profilat pe confecționarea de coșuri și alte produse din nuiele. În Slovacia, un cercetător a avut un interlocutor băieș care în 1999 începuse să facă ustensile de lemn pentru vase cu teflon.
În ceea ce privește căsătoria, băieșii practică în mod tradițional endogamia (căsătorie între membrii aceleiași etnii). Aceasta este încălcată numai excepțional, de relativ puțin timp, mai mult în direcția populației majoritare, de către unii care au un mod de viață asemănător cu cel al majoritarilor. Și mai rar se întâlnesc căsătorii între băieși și romi.

## Obiceiuri, folclor, religie
Rudarii din Bulgaria, Serbia și, în România, cei din Oltenia și Muntenia, practicau încă după anul 2000 sacrificarea rituală a unui animal, cu scopul vindecării unor boli sau în cadrul unor sărbători. Jertfa, ospățul, ca și animalul sacrificat se numesc „curban” sau „gurban”. Rudarii folosesc această din urmă variantă. Denumirea vine direct din cuvântul turcesc otoman kurban, obiceiul fiind practicat de toate populațiile balcanice devenite ortodoxe sau musulmane. La originea cuvântului este ebraicul קרבן korban din Tora, care și aici desemna sacrificarea rituală a unui animal. Legat de boală, obiceiul era în mod tradițional individual. Era chemată o femeie cu reputația de a fi competentă în materie, numită „căzătoare”, care cădea în transă și în această stare „vorbea cu șoimanele” (ființe demonice feminine), după care îi comunica bolnavului o dată în care trebuia să efectueze jertfa, repetând-o de atunci înainte în fiecare an, și modul de desfășurare a ritualului. Dintr-o cercetare de teren din Serbia reiese că acest obicei era practicat astfel încă relativ recent. Ulterior, data era fixată de bolnavul însuși, în urma unui vis. Această variantă a fost întâlnită și în Oltenia. Se sacrifică de obicei un miel alb, și aceasta nu se face totdeauna cu scop de vindecare, ci de asemenea cu ocazia unei sărbători, în cele mai multe comunități în ziua de Sfântul Gheorghe. Obiceiul a fost integrat în practica religioasă ortodoxă, mielul fiind identificat cu cel sacrificat de profetul Avraam în locul fiului său.
În Oltenia s-a constatat la rudari și credința în ursitoare, mai puternică decât la români, existând un ritual pentru întâmpinarea lor când se naște un copil. Ființe asemănătoare cu ursitoarele apar și în basme ale băieșilor din Ungaria, cu numele de „urânde” sau „ursânde”.
În cadrul obiceiurilor de înmormântare s-a întâlnit în Serbia construirea de punți pentru morți peste pârâul din localitate.
În privința obiceiurilor de căsătorie, la unele comunități din Serbia, în districtul Pomoravlje, se mai menține tradiția plății pentru fata luată în căsătorie.
În folclorul băieșilor din estul Serbiei sunt dominante narațiunile despre zâne, comori îngropate, împăratul șerpilor, zburător, vampiri, prezente și la sârbi și la românii timoceni. Se regăsește la ei, de exemplu, motivul general balcanic al dobândirii puterii vitejești cu ajutorul zânelor, cu specificul că personajul ce devine viteaz nu suge lapte de la zâne, ci acestea îi suflă în gură.
Băieșii au în general religia populației majoritare în mijlocul căreia trăiesc: sunt ortodocși în România, Bulgaria, Serbia și Bosnia, catolici în Ungaria. În Croația, cei ajunși acolo mai demult, în același timp ca în regiunea vecină din Ungaria, sunt catolici, iar alții, veniți ulterior, din Bosnia sau Serbia – ortodocși. Începând cu anii 1990 se constată și trecerea unora la culte neoprotestante.

## Chestiuni identitare
Odată cu schimbările de regim de după 1989 și procesul de democratizare din Europa Centrală și de Sud-Est, a devenit posibilă și afirmarea identităților naționale, în ciuda globalizării. În aceste condiții s-au afirmat și tendințele de „construire a etnicității” la etniile care nu au devenit națiuni, inclusiv la romi și chiar la un grup din cadrul lor cum sunt băieșii. În elitele acestora a apărut ideea posibilității afirmării intereselor și a obținerii drepturilor lor prin etnicitate.
Ca la orice etnie, și în cazul băieșilor se pune problema autoidentificării (cum se consideră pe ei înșiși), a heteroidentificării (cum îi consideră ceilalți) și, în cadrul acesteia, cum îi consideră oficialitățile.

### Autoidentificare
Autoidentificarea acestui grup etnic nu este unitară. Trebuie făcută mai întâi o distincție între autoidentificarea băieșilor simpli și cea a elitelor acestora.
La băieșii simpli, autoidentificarea diferă, pe de o parte, între cei din România și cei din afara acesteia, pe de altă parte, între cei din diferitele țări din afara României în care trăiesc, existând deosebiri și între cei din aceeași țară. Ceea ce este comun, este că majoritatea băieșilor simpli respinge identitatea romă, bazându-se pe faptul că nu vorbesc limba romani și că au avut un mod de viață diferit de al celorlalți romi, având o ocupație pe care aceștia nu au avut-o, și nepracticând demult nomadismul așa cum au făcut-o aceștia. La aceasta mai adaugă tradițiile și portul diferit de cel al celorlalți romi. Respingerea identității rome are ca motiv neexprimat și dorința de a nu face parte dintr-un grup uman în general desconsiderat de majoritari și de alte minorități. Au în comun cu majoritarii stereotipurile negative privitoare la romi și autostereotipuri ce le servesc la menținerea unei imagini pozitive despre ei înșiși. Totuși, se întâmplă ca autoidentificarea lor să fie hibridă. Este chiar paradoxal că în unele graiuri ale lor, de exemplu în Ungaria, „bărbat, soț” se zice „țâgan”, iar „femeie, soție” – „țâgancă”.
În Oltenia și Muntenia, rudarii se autodefinesc în general ca rudari sau ca români. La recensăminte se declară români, chiar dacă în unele localități sunt înregistrați ca romi. De asemenea, se identifică din punct de vedere cultural cu românii, admițând că au unele specificități, precum obiceiul gurbanului. Dintr-o cercetare limitată la un singur sat cu populație majoritar maghiară din Transilvania, reiese că membrii aceleiași etnii se identifică drept romi, deși limba lor maternă este româna și sunt sau au fost ortodocși (mulți devenind relativ recent penticostali).
În Bulgaria, rudarii se autoidentifică drept rudari, mulți adăugând la aceasta identitatea de români, referindu-se în primul rând la limba lor maternă, iar în cazul tinerilor care au doar o cunoaștere pasivă a limbii, la limba părinților.
În Serbia sunt comunități de băieși care se autodefinesc ca români, chiar și tinerii din acestea care cunosc doar puțin limba română, dar și altele care se declară țigani români, altele care caută să se confunde cu populația majoritară, și altele care participă la activitățile organizațiilor de romi de limbă romani.
În Bosnia, caravlahii (karavlasi, după cum sunt numiți în limba sârbă), se autoidentifică în general fie drept caravlahi (pe baza conștiinței apartenenței la un grup aparte), fie drept sârbi (pe baza religiei ortodoxe comune cu sârbii), fie drept români (pe baza limbii materne).
În Ungaria sunt trei grupuri, două în sud-vest și unul la Tisa. Unul din cele din sud-vest și cel de la Tisa își zice în general băieși. Cel din urmă se mai definește și ca ticsán (de la Tisa), pe când celălalt grup din sud-vest se autoidentifică drept țigani. Anna Pálmainé Orsós consemnează ca rezultat al anchetei sale pe terenul studiat de ea, locuit de grupul din sud-vest numit în general băieși, că 67% din cei chestionați se declară băieși, 23% băieși și maghiari, iar 10% maghiari.
În Croația, unii spun că sunt băieși, alții se autoidentifică prin limbă, o parte spunând că vorbesc românește, altă parte că vorbesc țigănește. Mai este un grup aparte, care își spun ludari.
În Slovacia, băieșii mai vârstnici se identifică drept români sau băieși, ori adoptă endonimul korytári („albieri”), cei din generația de mijloc drept români, iar cei tineri drept slovaci, eventual maghiari.
În rândul elitelor băieșilor există de asemenea diferențe între țări. Cele din Bulgaria resping în general identitatea romă, dar cele din Croația și Ungaria nu, afirmând totodată particularitățile băieșilor. Aceasta reiese din sintagma „romi băieși” pe care o folosesc.

### Mitologie originară
Un element important în autoidentificare este mitul originii. Mitologia originară a băieșilor nu este unitară, fiind influențată și de idei științifice sau pseudo-științifice care ajung în mod vag la cunoștința lor, dar și ea are ca element comun respingerea identității rome.
O afirmație auzită din partea unor rudari din Oltenia este că aceștia ar fi descendenții direcți ai dacilor. Alt mit pornește de la etimologia populară a cuvântului „rudar”, care ar fi derivat de la „rudă”. Când românii au ieșit din Turnul Babel, unii ar fi întrebat: „Śińe vińe [cu noi]?” și răspunsul ar fi fost „Păi și rudele noastre, rudarii”.
În Bulgaria s-a consemnat credința în originea tracă. Tot în această țară, pe baza etimologiei populare, conform căreia cuvântul „rudar” ar veni de la cuvântul slav rod („neam, clan”), s-a întâlnit ideea că rudarii ar fi descendenții primelor clanuri bulgare venite în Balcani. În legătură cu ocupația tradițională a rudarilor, în Bulgaria s-a înregistrat explicația cum că atunci când a fost răstignit Cristos, nimeni nu a vrut să-i facă crucea, lucru la care s-a oferit până la urmă un rudar. Ca urmare, rudarii ar fi fost pedepsiți pentru vecie să lucreze numai lemnul.
În Serbia apare ca element general venirea din România, pomenindu-se Carpații, Dunărea și Bucureștiul. Un informator povestește că satul lui a fost întemeiat de doi frați rudari care au trecut Dunărea venind din Timișoara. Se întâlnește și mitul venirii din locuri mai îndepărtate, cu confuzii geografice: din București, Georgia, sau din Carpați, India. S-a consemnat chiar și afirmarea originii berbere.
Printre caravlahii din Bosnia circulă mitul descendenței de la Karađorđe Petrović.
La băieși nu există o conștiință de grup extinsă la toate țările în care trăiesc, fiind totuși conștienți de existența altor comunități de băieși din apropiere, și chiar din localități mai îndepărtate, cu care mențin legături de diferite tipuri, formând o așa-numită „continuitate mentală” sau „rețea mentală”. Aceasta este uneori și transfrontalieră, de exemplu între Croația și Ungaria.

### Heteroidentificare
În toate țările unde trăiesc băieși, de regulă, autoritățile statului, populația majoritară și celelalte minorități naționale și etnice îi includ pe băieși printre romi. Totuși, există cazuri în care majoritarii sunt conștienți de unele diferențe dintre rudari și alți romi, respingându-i mai puțin pe primii.
În privința heteroidentificării băieșilor, constituie parțial o excepție romii simpli, care nu-i consideră de-ai lor. În Oltenia, aceștia îi numesc pe rudari „caștalii” sau „caștarii” (de la kasht „lemn”), marcând diferența ca și rudarii, prin ocupația tradițională a acestora, prin limba lor maternă, româna, și prin obiceiul gurbanului. În același timp, elitele romilor de limbă romani, la care gradul de organizare este mai avansat, caută să-i includă în rândul lor și pe băieși. Aceasta se observă de exemplu în Croația, unde sunt băieși care, sub influența organizațiilor neguvernamentale rome, se declară romi.

## Organizare
Etnicitatea băieșilor este mai mult sau mai puțin afirmată în funcție de țară. La aceasta contribuie și reprezentarea lor prin organizații politice și civice proprii.
Un nivel mai semnificativ de reprezentare prin organizații se găsește în Bulgaria. Există Partidul Patriei, prin intermediul căruia rudarii își negociază interesele pe plan local, participând la jocurile politice pentru alegerile locale, și Asociația ERA, care desfășoară activități culturale de promovare a folclorului rudăresc, trimite tineri rudari la studii în România, încearcă introducerea predării facultative a limbii române în școli. Și în Croația există mai multe asociații.
În Ungaria există de asemenea organizații rome locale care cuprind și băieși. Printre altele s-a adoptat și un imn al băieșilor.
În România, nivelul de organizare este mai puțin semnificativ. Se poate aminti ca exemplu Asociația Rudarilor Valea lui Stan (Brezoi). În Serbia, situația este asemănătoare. În 2004, în suburbia Ripanj a Belgradului exista o asociație pentru cultivarea și cercetarea trecutului cultural al băieșilor, a folclorului tradițional, a limbii, care căuta colaborarea cu asociații și organizații românești din Serbia.

## Limba băieșilor

### Raportarea băieșilor la limba lor
Conștiința faptului că vorbesc românește este prezentă în unele comunități de băieși din afara României, iar în altele nu. Aceasta reiese din modul în care își caracterizează vorbirea. În Bulgaria și în Serbia spun în general că vorbesc românește. În Croația unii spun că vorbesc românește, alții că vorbesc țigănește. În sud-vestul Ungariei afirmă că vorbesc băieșește, în schimb în estul acestei țări spun că vorbesc românește.
În țările din afara României, aproape toți băieșii sunt cel puțin bilingvi, vorbind limba populației majoritare. Acest lucru este valabil și pentru cei din Transilvania, în localitățile cu populație majoritar maghiară. Excepția o constituie copiii care nu merg la grădiniță sau la școală, și în familia cărora se vorbește băieșește. Gradul de cunoaștere a limbii materne este neunitar: foarte bun în România și diferit în funcție de vârstă și de gradul de școlarizare în afara ei. Toți cercetătorii constată că, cu cât vorbitorii sunt mai tineri și mai școliți, cu atât cunoașterea limbii este mai slabă, deoarece aspectul limbii este în esență oral, nefixat prin norme în scris, iar școlarizarea se face în limba majoritară. Un motiv în plus este conștiința la băieși a inutilității practice a limbii lor în afara comunității proprii, deși există excepție și în privința aceasta. Pe litoralul bulgar al Mării Negre a devenit utilă cunoașterea limbii române, din cauza marelui număr de turiști români care merg acolo.
În ceea ce privește folosirea limbii, aceasta se mărginește la mediul familial și al comunității. În afara acestora este uneori folosită ca o „limbă secretă”, când vorbitorii nu vor să fie înțeleși de ceilalți.

### Trăsături ale graiurilor
Limba maternă a băieșilor este peste tot româna. În România o vorbesc în varietatea regională a românilor din zonă, cu mici deosebiri, de exemplu în Oltenia cu [ʃʲ] ([ʃ] palatalizat în loc de [t͡ʃ] din româna standard, ex. [ʃʲinʃʲ] în loc de „cinci”), pronunțare specifică subdialectului bănățean al românei, și au posibilitatea de a beneficia prin școlarizare de cultivarea limbii în varianta standard.
În afara României se vorbesc multe varietăți locale, băieșii emigrând în grupuri relativ mici din regiuni diferite ale României actuale, fiind răspândiți pe un teritoriu mare, în comunități relativ izolate una de alta și fiind în contact cu populații care vorbesc limbi diferite. În ansamblu se constată deosebiri importante între graiurile băieșești și româna din România, din cauza izolării lor îndelungate de aceasta.
În Ungaria se disting două grupuri principale de graiuri, cele din sud-vestul țării, numite árgyelán „ardelenesc” și muncsán „muntenesc”. Acești termeni băieșești sunt preluați de cercetători, dar nu sunt folosiți de vorbitorii lor pentru a-și numi propriul grai, ci pe celălalt. În Ungaria, în afară de tipul ardelenesc și cel muntenesc, mai există un tip de graiuri, cel al tisenilor (de la Tisa), numit de cercetătorii maghiari ticsán.
Graiurile ardelenești și muntenești se întâlnesc și în Serbia. La sud de Dunăre și de râul Sava domină cele muntenești. La nord de Dunăre coexistă cele muntenești cu cele ardelenești.
Tot aceste două tipuri de graiuri se găsesc și în Croația, dar aici grupul de graiuri muntenești se subîmparte în cel din Baranja și cel ludăresc.
Graiurile ardelenești sunt apropiate de subdialectul crișean al limbii române, iar cele muntenești de subdialectul muntean al românei. În ambele se simte influența subdialectului bănățean, mai puternic în graiurile băieșești ardelenești.
Caracteristice graiurilor ardelenești sunt, de exemplu, vocalele [ɔ] (în [pɔrtə] „poartă”) și [ɛ] (în [avɛ] „avea”), precum și consoanele [ɟ] (în [vɛrɟe] „verde”), [ɲ] și [lʲ] ([l] palatalizat), în [lʲɛmɲe] „lemne”, ca în Crișana și Maramureș, precum și consoanele [ʃʲ] (în [ʃʲinʃʲ] „cinci”), [ʒʲ] ([ʒ] palatalizat, în [lunʒʲ] „lungi”) și [t͡ʃʲ] ([t͡ʃ] palatalizat, în [frat͡ʃʲe] „frate”), ca în Banat.
Graiurile muntenești, mai ales cel al ludarilor, seamănă cu cele din Muntenia, de exemplu prin lipsa palatalizării consoanelor [t] și [d].
În Ungaria, graiul de la Tisa este mai apropiat de subdialectul crișean din România decât cele băieșești ardelenești.
La nivel lexical, diferențele dintre tipurile muntenesc și ardelenesc reflectă de asemenea în parte diferențele dintre subdialectele din România: muntenii spun „albie”, ardelenii numesc același obiect „troacă”; la primii „porumb”-ul este poromb, la ceilalți cucuruz.
Graiurile băieșilor păstrează și unele arhaisme, elemente care nu se mai găsesc astăzi nici în graiurile din România. Bunăoară, în graiurile muntenești din Baranja se întâlnește [e̯a] în loc de [e] în poziție accentuată, de exempul „vearde”, „vorbeaște”, „rumâneaște”. Un cuvânt arhaic folosit în aceste graiuri este, de exemplu, „a custa” pentru „a trăi”.
În afara României, graiurile băieșilor sunt influențate de limbile populației majoritare, în principal în domeniul lexicului. Importanța împrumuturilor se vede și în faptul că printre acestea sunt și cuvinte gramaticale. Exemplu înregistrat în Croația:
„Mislim, nisam u mog... nu me-s în mogućnost baš financijski, a možda m-or ajuta ministarstvo «Mă gândesc, nu am posi... nu am posibilitatea financiară, dar poate mă va ajuta ministerul».”

### Acțiuni de standardizare a limbii
Constatându-se tendința de a se pierde limba băieșilor, a apărut ideea de a se împiedica aceasta prin dotarea ei cu un aspect scris, ca să poată fi cultivată, prezentă în media și predată tinerilor într-un mediu școlar, cu scopul de a contribui la păstrarea și întărirea identității băieșești. Deocamdată, această idee este pusă în practică numai în Ungaria și în Croația, cel mai intens în prima dintre acestea.

#### În Ungaria
Începutul a fost făcut încă în 1982, printr-un mic dicționar băieșesc-maghiar cu difuzare restrânsă, într-o publicație universitară, și nu s-a mai continuat până în anii 1990.
În 1992 a apărut prima culegere bilingvă de cântece.
În 1993, idiomul băieșilor a fost recunoscut oficial ca limbă minoritară, cu dreptul de a fi predat în școli la cerere.
În 1994 a apărut o a doua ediție, adăugită, a cărții cu cântece și o culegere de basme.
Pe baza textelor culegerilor a început procesul de standardizare a limbii și încă din anul 1994 a apărut un prim manual. În același an a început predarea limbii la liceul pentru tineri romi al fundației Gandhi din Pécs.
În 1996 a apărut un dicționar băieșesc-maghiar și maghiar-băieșesc, urmat în 1997 de două dicționare băieșesc-maghiar, apoi, în 1999, de unul maghiar-băieșesc.
În 2009 a fost publicată prima gramatică băieșească.
În ultimii ani ai deceniului '90 și după 2000 a continuat publicarea de culegeri de folclor, dar și de traduceri din literatura maghiară, iar manualul de limba băieșească a cunoscut noi ediții revăzute. În 2006, limba era predată în 10 instituții, unui număr de 1042 de elevi. Se preda de asemenea la Universitatea din Pécs. Începând cu 1996 se poate da un examen de limba băieșească la centrele abilitate pentru aceasta, iar din 2006, proba de această limbă este opțională la bacalaureat. Începând cu 2011 există și materiale online de învățare a limbii.
În Ungaria, standardizarea limbii băieșilor se face pe baza graiurilor ardelenești, majoritare în această țară. Sistemul de scriere nu pare încă să fie definitivat. Publicațiile dinainte de 2009 sunt scrise cu grafia limbii maghiare, plus literele „ă” și „î”, dar în gramatica din 2009 se propune altă grafie, parțial diferită. Totuși, în materialele online se folosește tot grafia propusă inițial.

#### În Croația
În Croația, revista Romano akharipe – Graju alu căganjilor – Glas Roma, apărută în anii 1994-1999, publica și texte în limba băieșilor. Revista a reapărut în 2003 sub titlul Graju alu căganjilor – Glas Roma.
Prima carte din Croația în limba băieșilor a fost un catehism catolic apărut în 2005. În același an a fost elaborat și publicat primul glosar băieșesc-croat și croat-băieșesc ca material ajutător pentru predarea limbii croate ca limbă nematernă copiilor băieși care nu o cunosc.
La Universitatea din Zagreb, studenții Departamentului de limbi romanice al Facultății de filozofie pot opta pentru disciplina „Limba romilor băieși din Croația – graiuri românești băieșești”.
În Croația, limba băieșilor se transcrie cu grafia limbii croate, plus literele „ă” și „î”.